# زیملیدین
زیملیدین (INN,BAN) (با نام تجاریZimeldine ,Normud , Zelmid) یکی از اولین داروهای ضد افسردگی بازدارنده بازجذب سروتونین (SSRI) بود که به بازار عرضه شد. این دارو یک پیریدیل‌آلیل‌آمین است و از نظر ساختاری با سایر داروهای ضد افسردگی متفاوت است. 
زیملیدین در اواخر دهه ۱۹۷۰ و اوایل دهه ۱۹۸۰ توسط آروید کارلسون ، که در آن زمان در شرکت سوئدی آسترازنکا توسعه داده شد . این ماده به دنبال جستجوی داروهایی با ساختارهای مشابه برومفنیرامین (ماده ای مشتق شده از برومفنیرامین) و آنتی هیستامین با فعالیت ضد افسردگی، کشف شد. زیملیدین اولین بار در سال ۱۹۸۲ به فروش رسید.

## اثرات جانبی
مهمترین عوارض گزارش شده عبارت است از:
- خشکی دهان ، خشکی حلق و بینی
- افزایش تعریق (هیپرهیدروز)
- سرگیجه
- حالت تهوع